# Niklaus Weckmann
Pour les articles homonymes, voir Weckmann.
Niklaus Weckmann (actif c. 1481-1526, Ulm) est un sculpteur allemand .